# Eric Knight
Eric Knight, född den 10 april 1897 i Menston, West Yorkshire, England, död den 15 januari 1943 i Surinam, var en engelsk-amerikansk författare. Han är känd för sina historier om collien Lassie.

## Biografi
Knights föräldrar var kväkare och fadern, som var en förmögen diamanthandlare, dödades under Boerkriget när Eric var två år. Hans mor flyttade då till S:t Petersburg i Ryssland för att arbeta som guvernant hos kejsarfamiljen. Hon bosatte sig senare i Amerika.
Knight gjorde en omväxlande karriär med bland annat tjänstgöring i kanadensiska armén under första världskriget, som tidningsreporter och som manusförfattare i Hollywood.
Hans första roman var Song on Your Bugles (1936) om arbetarklassen i norra England. Som "Richard Hallas", skrev han i den hårdkokta genren romanen You play The Black and The Red Comes Up (1938). Hans This Above All (1941, svensk översättning: Över allt förnuft, 1941) anses vara en av de viktiga romanerna om andra världskriget.

### Collier och Lassie
Knight och hans andra hustru Jere Knight födde upp collier på deras gård i Pleasant Valley, Bucks County, Pennsylvania där de bodde 1939–1943.
Hans roman Lassie Come-Home gavs ut 1940 (svensk översättning: Lassie på äventyr, 1945). Romanen filmades av MGM 1943 som Lassie på äventyr, med Roddy McDowall i rollen som Joe Carraclough och hundskådespelaren Pal i rollen som Lassie. Framgången för romanen och filmen genererade fler filmer och så småningom flera tv-serier, som gav Lassie en ikonstatus. Romanen är fortfarande populär med flera nyutgåvor.

### Senare år
Knight fick 1942 amerikanskt medborgarskap. Kort tid därefter, år 1943, omkom han i en flygolycka under tjänstgöring i Nederländska Guayana (idag Surinam), som major i USA:s armé.